# Ruggero Marzoli
Ruggero Marzoli est un coureur cycliste italien né le 2 avril 1976 à Spoltore, dans les Abruzzes. Il est passé professionnel en 1999 dans l'équipe Cantina Tollo.

## Biographie
Le palmarès de Ruggero Marzoli est essentiellement constitué de victoires d'étapes sur des courses de moins d'une semaine. Il a néanmoins également brillé sur les classiques et semi-classiques italiennes. Il est ainsi monté sur le podium des grands prix de Larciano, du Prato, Beghelli, de la Coppa Sabatini.
Suspendu pendant quatre mois pour dopage dès sa première année professionnelle, il a été rattrapé en 2007 par l'affaire dite « Oil for Drug ». L'enquête ouverte en Italie s'intéresse depuis 2004 à des sportifs (dont les coureurs Eddy Mazzoleni et Danilo Di Luca) soupçonnés d'être des clients du Dr Santuccione, interdit d'exercice de la médecine quelques années auparavant. Entendu par le Comité olympique italien, il fait l'objet d'une suspension par son équipe dans l'attente d'une décision. En juin 2008, la commission d'appel de la fédération italienne de cyclisme confirme la suspension de six mois prononcée en mars.
Il s'engage pour 2009 avec l'équipe Acqua & Sapone. 

## Palmarès

### Palmarès amateur
- 1998
  - Trofeo Alta Valle del Tevere
  - Coppa Fiera di Mercatale
  - 4e étape du Tour des régions italiennes
  - 1re étape du Tour des Abruzzes
  - 3e du Gran Premio Palio del Recioto

### Palmarès professionnel
- 2002
  - 4e étape de la Semaine cycliste internationale
  - 3e de la Coppa Sabatini

- 2003
  - 5e étape de Tirreno-Adriatico
  - 5e étape du Tour de Pologne
  - 4e étape du Tour des Abruzzes
  - 3e de Tirreno-Adriatico

- 2004
  - 5e étape de la Semaine cycliste internationale
  - 2e étape du Tour des Abruzzes

- 2005
  - 1re étape du Tour de Slovénie
  - Trophée Matteotti
  - 2e du Tour du Haut-Var
  - 2e du Grand Prix de l'industrie et de l'artisanat de Larciano
  - 2e du Grand Prix de l'industrie et du commerce de Prato
  - 7e de Milan-San Remo

- 2006
  - 2e du Grand Prix Bruno Beghelli
  - 2e de la Japan Cup
  - 2e du Coppa Sabatini

- 2007
  - 3e étape du Circuit de Lorraine

- 2009
  - 3e du Tour de Toscane

## Résultat sur les grands tours

### Tour d'Italie
5 participations
- 2002 : abandon (15e étape)
- 2003 : non-partant (1re étape)
- 2004 : 23e
- 2009 : 99e
- 2011 : 118e

### Tour d'Espagne
1 participation
- 2006 : non-partant (15e étape)

## Classements mondiaux
| Année              | 2005 | 2006 | 2007 | 2008 | 2009 | 2010 | 2011 |
| ------------------ | ---- | ---- | ---- | ---- | ---- | ---- | ---- |
| Classement ProTour |      | 167e |      |      |      |      |      |
| UCI America Tour   |      |      | 343e |      |      |      |      |
| UCI Europe Tour    | 4e   |      | 414e |      | 264e | 898e | 740e |